# Acer multiserratum
Acer multiserratum é uma espécie de árvore do gênero Acer, pertencente à família Aceraceae.